# Denkmal Friedrichs des Großen (Marienburg)

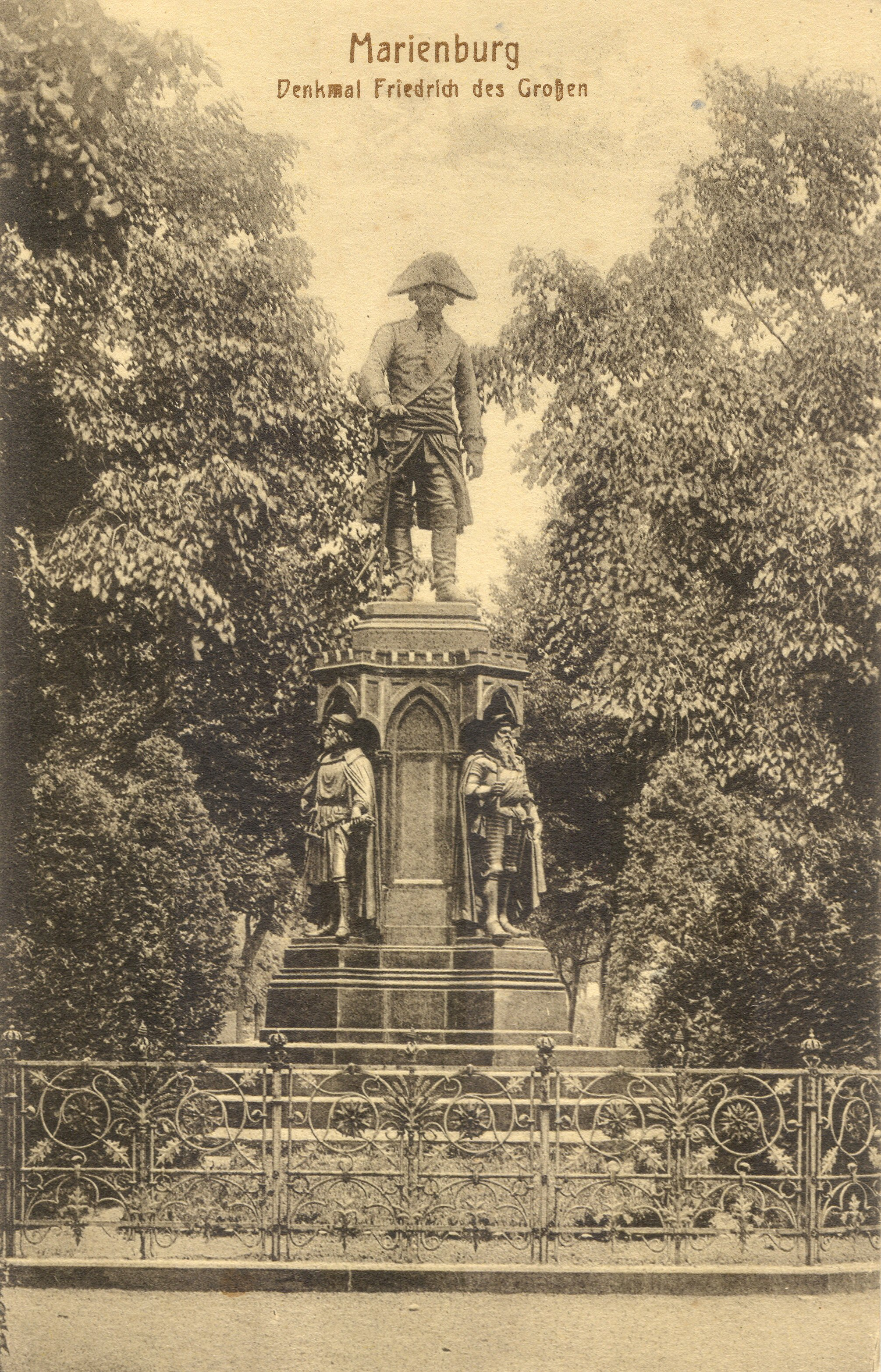
Denkmal Friedrichs des Großen, Postkarte

Das Denkmal Friedrichs des Großen war ein Standbild in der Marienburg in Westpreußen von 1877 bis 1945.

## Geschichte
Anlässlich des 100-jährigen Jubiläums der Eroberung Westpreußens durch das Königreich Preußen und der Selbsternennung von Friedrich II. als König v o n Preußen (statt bisher König i n Preußen) wurde der Königsberger Bildhauer Rudolf Siemering beauftragt, ein Denkmal zu entwerfen.
Am 13. September 1872 fand die feierliche Grundsteinlegung im Rahmen eines Festaktes in der Marienburg statt, bei der auch Kaiser Wilhelm I. und der Kronprinz Friedrich anwesend waren.
1874 erhielt Rudolf Siemering eine Medaille für seinen Entwurf. 1877 wurde das Denkmal eingeweiht.
Marienburg blieb auch nach 1919 Teil des Deutschen Reiches, nun als Teil von Ostpreußen.

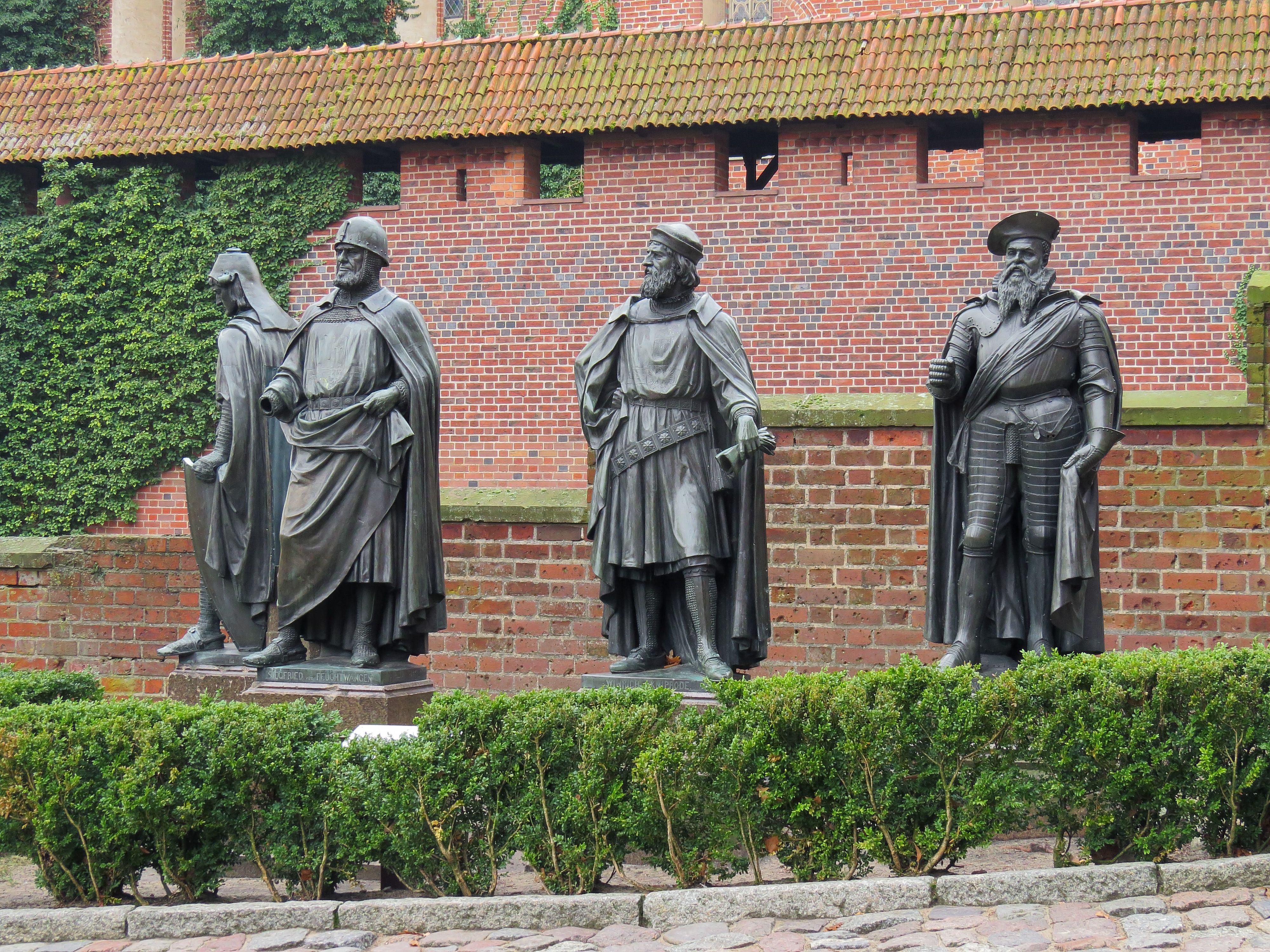
Sockelfiguren

1945 oder später ging das Standbild nach der Eroberung der Stadt verloren. Die vier Sockelfiguren blieben aber erhalten und sind jetzt in der Burg zu sehen.

## Beschreibung

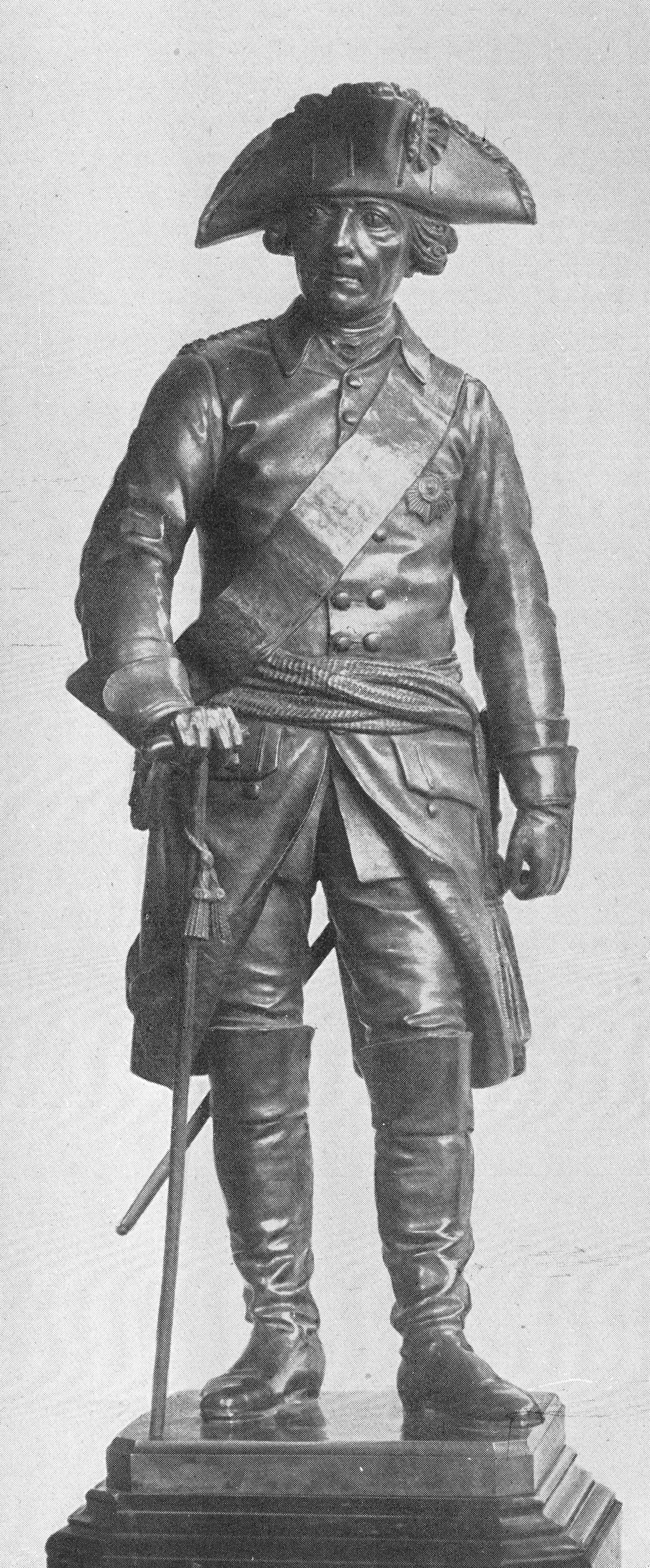
Standbild Friedrichs des Großen

Die Skulptur Friedrich des Großen war aus Bronze, ebenso die vier Sockelfiguren der preußischen Hochmeister Albrecht von Brandenburg-Ansbach, Hermann von Salza und Winrich von Kniprode. Der Sockel war aus schwedischem Granit.
Das Denkmal war auf dem Mittelhof/Vorburg der Marienburg in einer Parkanlage aufgestellt.